# Semomesia optima
Semomesia optima är en fjärilsart som beskrevs av Hans Ferdinand Emil Julius Stichel 1915. Semomesia optima ingår i släktet Semomesia och familjen Riodinidae. Inga underarter finns listade i Catalogue of Life.